# Парламентские выборы в Южной Африке (1948)
Парламентские выборы в Южной Африке проходили 26 мая 1948 года для избрания 153 депутатов Палаты собраний. Это был 10-й парламент Южно-Африканского Союза. Выборы стали поворотным событием в истории Южной Африки. Воссоединённая национальная партия Даниэля Малана смогла победить правящую Объединённую партию под руководством Яна Смэтса. 

## Предвыборная обстановка
Во время предвыборной кампании две основные партии искали коалиционных соглашений с минорными партиями. Объединённая партия поддерживалась левой Лейбористской партией, тогда как Африканерская партия, выступавшая за права африканеров, поддерживала Национальную партию. Согласно избирательной системе лишь небольшое число цветных жителей и жителей азиатского происхождения могли голосовать, а африканцы были полностью выключены из выборного процесса с 1930-х годов. Небольшое количество африканцев, которые удовлетворяли квалификационным условиям, могли отдельно голосовать за семь «собственных» белых кандидатов.
Национальная партия, понимая, что многие белые южноафриканцы чувствовали угрозу в политических устремлениях чёрных южноафриканцев, обещала ввести политику расовой сегрегации во всех областях жизни. Националисты называли эту новую систему социальной организации «апартеидом» (разделением). Партия также использовала страх белых жителей перед преступностью чёрных против белых и обещала белым безопасность от этого типа преступности.
Объединённая партия, наоборот, поддерживала общие утверждения о медленной интеграции различных расовых групп в Южной Африке. Кроме этого, против Объединённой партии сработала общее недовольство внутренними и экономическими проблемами в Южной Африке, проявившимися в стране после Второй мировой войны, лучшая организованность националистов и избирательная география.
Выборы стали отправной точкой в 46-летнем правлении Национальной партии в Южной Африке.

## Результаты

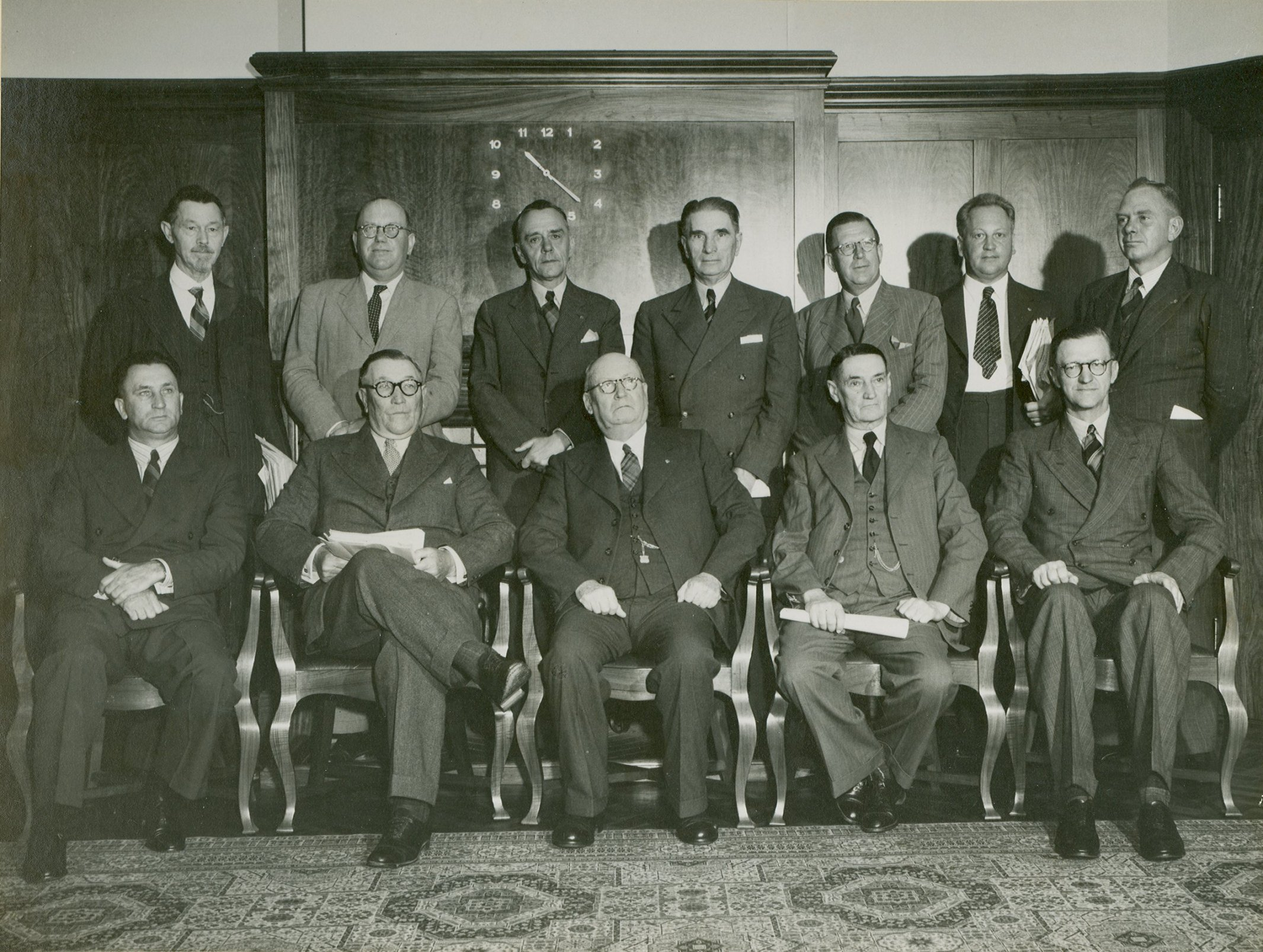
кабинет министров Даниэля Малана 1948 года.

| Партия | Партия                             | Места | %     | Голоса  | %     | Лидер                         |
|        | Воссоединённая национальная партия | 70    | 45,75 | 401 834 | 37,70 | Даниэль Малан                 |
|        | Объединённая партия                | 65    | 42,48 | 524 230 | 49,18 | фельдмаршал Ян Христиан Смэтс |
|        | Африканерская партия               | 9     | 5,88  | 41 885  | 3,93  | Николас Хавенга               |
|        | Лейбористская партия               | 6     | 3,92  | 27 360  | 2,57  | Уолтер Медли                  |
|        | Независимые                        | 3     | 1,96  | 70 662  | 6,63  | -                             |
|        | Всего                              | 153   | 100   |         | 100   |                               |